# At GRASS VALLEY
『at GRASS VALLEY』（アット・グラス・バレー）は1991年11月1日に発売されたGRASS VALLEY6枚目のアルバム。

## 解説
土橋安騎夫をサウンド・プロデューサーに迎えた事実上のラスト・アルバム。

## 収録曲
全編曲：土橋安騎夫/GRASS VALLEY（#6以外）
1. WE CAN DO
作詞：出口雅之　作曲：本田恭之
2. ルードなKISSをルーズにしたい
作詞：出口雅之　作曲：西田信哉
3. ハッピネス
作詞･作曲：出口雅之
4. ワン・チャンス
作詞・作曲：出口雅之
5. FLOWER FLOWER
作詞：出口雅之　作曲：西田信哉
6. 漂流者
作詞･編曲：出口雅之
7. 虹のある街
作詞：出口雅之　作曲：本田恭之
8. SKY▷SCRAPER
作詞：出口雅之　作曲：西田信哉
9. LOVE TOUCH
作詞：出口雅之　作曲：根本一朗
10. EACH OF LIFE
作詞･作曲：本田恭之

## 参加ミュージシャン
- 土橋安騎夫 - コーラス
- 小田原豊 - ドラム